# Кладбище советских солдат (Сувалки)
Кладбище советских солдат (пол. Cmentarz Żołnierzy Radzieckich) — кладбище, находящееся на территории оседле Швейцария за сувалкским коммунальным кладбищем на улице Миколая Рейя на выезде из города Сувалки в направлении Еленево (дорога воеводства 655). На кладбище похоронены около 46 тысяч советских военнопленных, погибших в 1941—1944 годах в немецком лагере для военнопленных "Stalag IF Sudauen". После 1947 года на кладбище были похоронены эксгумированные останки 5136 советских военнослужащих, погибших во время сражений в окрестностях города Сувалки. Кладбище внесено в реестр охраняемых исторических памятников Подляского воеводства (A-832).

## История
Лагерь для военнопленных около города Сувалки был основан летом 1941 года. Первые умершие в этом лагере советские военнопленные хоронились на местном православном кладбище и на городском кладбище на улице Бакалажевской. Точная численность захороненных умерших военнопленных на этих кладбищах не известна. Военнопленные на этих кладбищах хоронились в братских могилах.
Современное кладбище было основано в 1942 году. До лета 1944 года на нём производились захоронения погибших советских военнослужащих, заключённых в лагере. Первый железобетонный памятник, посвящённый жертвам лагеря, был открыт в 1947 году. Позднее на этом кладбище стали хоронить эксгумированные останки советских военнослужащих, погибших осенью 1944 года в сражениях в окрестностях города Сувалки. Доставленные с полей сражения эксгумированные останки советских военнослужащих хоронились в братских могилах. Таких могил было 82 и только 15 из них были обозначены бетонным бордюром. В 60-е годы XX столетия таким же образом были обозначены 67 братских могил. На каждой огороженной братской могиле были поставлены 12 надгробий с красными звёздами. В 1960 году был изменён памятник, установленный в 1947 году. В 1967 году этот памятник был снесён и на его месте был установлен мавзолей, проект которого был разработан польским архитектором Анджеем Шульцем. В 2010 году этот мавзолей был отремонтирован.
В 2007 году на кладбище был перенесён памятник советским военнослужащим, который находился в городском парке имени Конституции 3 мая.
После Второй мировой войны на кладбище ежегодно 24 октября проходили торжества, связанные с годовщиной освобождения города Сувалки. В это же время Президиум ПОРП взял на себя обязанность по уходу за кладбищем. С 1989 года торжественные мероприятия на кладбище прекратились.
26 августа 1991 года кладбище было внесено в реестр охраняемых памятников Подляского воеводства.

## Описание
Кладбище огорожено сборным забором. Кладбище разбито на пять участков. На стене у входа на территорию кладбища находится красная звезда и табличка с информационной надписью на польском языке:

| CMENTARZ OKOŁO 46 000 JEŃCÓW RADZIECKICH ZAMĘCZONYCH PRZEZ HITLEROWCÓW w LATACH 1942•44 W OBOZIE JENIECKIM W SUWAŁKACH ORAZ 5136 ŻOŁNIERZY I OFICERÓW ARMII CZERWONEJ POLEGŁYCH W 1944 r W WALKACH O WYZWOLENIE ZIEMI SUWALSKIEJ | КЛАДБИЩЕ ОКОЛО 46 000 ВОЕННОПЛЕННЫХ СОВЕТСКИХ ЗАМУЧЕННЫХ ГИТЛЕРОВЦАМИ В ГОДАХ 1942*44 В ЛАГЕРЕ ВОЕННОПЛЕННЫХ В СУВАЛКАХ И 5136 СОЛДАТ И ОФИЦЕРОВ КРАСНОЙ АРМИИ ПОГИБШИХ В 1944 Г. В СРАЖЕНИЯХ ПРИ ОСВОБОЖДЕНИИ СУВАЛКСКОЙ ЗЕМЛИ |  |

На территории кладбища находится затенённая парковая зона, на которой растут многочисленных лиственные деревья. Недалеко от входа находится небольшая умощенная площадь, на которой ранее проходили торжественные мероприятия по случаю годовщин освобождения города. За площадью располагается мавзолей, который отделяет площадь от захоронений.
Военнопленные захоронены в братских могилах и их имена не известны. Известны только имена четырёх военнослужащих, из которых только один имеет отдельную могилу. Им был военный доктор Глубаков. Предполагается, что военнопленные во время массового захоронения обустроили для умершего военного доктора отдельную могилу.
Среди погибших в сражениях возле Сувалок в 1944 году собственные надгробия имеют только 12 советских погибших воинов:
| 1. Владимир Иванович Ширей 2. Андрей Николаевич Былинский 3. Петр Федорович 4. Доминик Назимирович Парфинович 5. Михаил Семенович Швед 6. Григорий Ианович Вартасевич | 1. Валерий Юрьевич Мандзяк 2. Петр Иосифович Ильичёв 3. Иван Михайлович Ксендзов 4. Болеслав Петрович Костюк 5. Михаил Петрович Карпенко 6. Сергей Харлампиевич Колесников |  |

Из 5136 захороненных советских военнослужащих, погибших в 1944 году, известны имена 875 человек. Список имён хранится в городском управлении. По состоянию на 2023 год установлены имена и изучены биографии 951 человека, захороненного на этом кладбище. Установлено, что они являются уроженцами двенадцати союзных республик бывшего СССР, среди которых наиболее многочисленны уроженцы РСФСР, БССР, УССР. Среди выходцев из РСФСР уроженцы 57 регионов России.

### Мавзолей
Мавзолей был построен в 1967 году по проекту польского архитектора Анджея Шульца. Мавзолей находится в самом центре кладбища перед частью, в которой захоронены советские военнослужащие, погибшие в сражениях 1944 года. Мавзолей находится на бетонном основании длиной несколько метров, которое представляет собой небольшую дорогу. В середине этого основания по обе стороны располагаются стены разного размера. Бетонную дорогу перекрывают трое металлических ворот, которые закреплены на стенах и поочерёдно располагаются одни за другими. На первых воротах изображена пятиконечная красная звезда, на двух остальных воротах указана информация на польском и русском языках:

| W HOŁDZIE OFIAROM HITLEROWSKIEGO FASZYZMU | СЛАВА ЖЕРТВАМ ГИТЛЕРОВСКОГО ФАШИЗМА |  |

### Памятник солдатам, погибшим в сражениях
Памятник был сооружён по инициативе ПОРП и Польской социалистической партии и установлен в парке имени Конституции 3 мая. Торжественное открытие памятника состоялось 24 октября 1945 года в первую годовщину освобождения города Сувалки. В этом парке были захоронены погибшие офицеры Советской Армии. В 1950−52 годах была произведена эксгумация захороненных советских офицеров и их останки были перезахоронены на кладбище для военнопленных. С 2001 года городские власти решили перенести памятник на кладбище советских военнопленных. В 2006 году посольство России согласилось на перенос памятника. В этом же году Совет охраны памяти борьбы и мученичества дал своё разрешение на перенос памятника. В 2007 году памятник был перемещён на кладбище.
На памятнике располагается надпись на польском языке:

| 23 X 1944 BOHATEROM ARMII CZERWONEJ POLEGŁYM ZA WYZWOLENIE SUWALSZCZYZNY. WDZIĘCZNI SUWALCZANIE 23 X 1945 | 23 X 1944 ГЕРОЯМ КРАСНОЙ АРМИИ ПОГИБШИМ ЗА ОСВОБОЖДЕНИЕ СУВАЛКСКОЙ ЗЕМЛИ БЛАГОДАРНЫЕ СУВАЛЬЧАНЕ 23 X 1945 |  |